# Église Resurrezione di Nostro Signore Gesù Cristo
Pour les articles homonymes, voir Église de la Résurrection du Christ.
L'église Resurrezione di Nostro Signore Gesù Cristo (en français : église de la Résurrection de Notre Seigneur Jésus-Christ) est un lieu de culte catholique de Rome, filiale de la paroisse de San Giacomo in Augusta, située dans le rione Campo Marzio, via di San Sebastianello. Elle a été édifiée à la fin du XIXe siècle.